# Vikarsjön, Härjedalen
Vikarsjön är en sjö i Hedeviken i Härjedalens kommun i Härjedalen och ingår i Ljusnans huvudavrinningsområde. Sjön är 54,7 meter djup, har en yta på 6,29 kvadratkilometer och befinner sig 403 meter över havet. Vikarsjön ligger i Ljusnan (Hede-Svegsjön) Natura 2000-område. Sjön avvattnas av vattendraget Ljusnan.

## Delavrinningsområde
Vikarsjön ingår i det delavrinningsområde (692247-139299) som SMHI kallar för Utloppet av Vikarsjön. Medelhöjden är 459 meter över havet och ytan är 26,35 kvadratkilometer. Räknas de 360 avrinningsområdena uppströms in blir den ackumulerade arean 3 258,09 kvadratkilometer. Avrinningsområdets utflöde Ljusnan mynnar i havet. Avrinningsområdet består mestadels av skog (64 procent). Avrinningsområdet har 6,28 kvadratkilometer vattenytor vilket ger det en sjöprocent på 23,8 procent.